# Ecliptopera impingens
Ecliptopera impingens är en fjärilsart som beskrevs av Louis Beethoven Prout 1937. Ecliptopera impingens ingår i släktet Ecliptopera och familjen mätare. Inga underarter finns listade i Catalogue of Life.